# Hydnophytum grandiflorum
Hydnophytum grandiflorum är en måreväxtart som beskrevs av Odoardo Beccari. Hydnophytum grandiflorum ingår i släktet Hydnophytum och familjen måreväxter.
Artens utbredningsområde är Fiji. Inga underarter finns listade i Catalogue of Life.